# Powiat d'Opole
Le powiat (« district ») d'Opole (en polonais : powiat opolski) est une entité administrative territoriale située dans la région de la Voïvodie d'Opole au sud-ouest de la Pologne.
Il fut créé le 1er janvier 1999 à la suite de l'acte de réorganisation du gouvernement local de 1998.
Son chef-lieu est Opole, bien qu'il constitue une entité à part et ne fasse pas partie du powiat.

## Division adminsitrative
Le powiat comprend 13 communes :
- 3 communes mixtes : Niemodlin, Ozimek et Prószków ;
- 10 communes rurales : Chrząstowice, Dąbrowa, Dobrzeń Wielki , Komprachcice, Łubniany, Murów, Popielów, Tarnów Opolski, Tułowice et Turawa.